# Ústřední komise pro institucionální organizaci
Ústřední komise pro institucionální organizaci (čínsky pchin-jinem Zhōngyāng Jīgòu Biānzhì Wěiyuánhuì, znaky zjednodušené 中央机构编制委员会), někdy také Státní komise pro reformu veřejného sektoru, je agentura ústředního výboru Komunistické strany Číny s plnou působností také pro Státní radu Čínské lidové republiky a orgány nižší a místní samosprávy. V jejím čele stojí předseda Státní rady a je úzce spjata s organizačním oddělením ÚV KS Číny.
Mezi funkce komise patří tvorba politiky v oblasti správní reformy, centrálních reorganizačních plánů, personálního obsazení, kvót, platů a správních předpisů pro státní instituce. Její pravomoci byly posíleny po zrušení Ministerstva personálu.
Během své historie několikrát změnila název.

## Aktuální složení
Aktuální složení komise:

### Ředitel
- Li Kche-čchiang, předseda Státní rady, člen Stálého výboru politbyra ÚV KS Číny

### Zástupce ředitele
- Wang Chu-ning, člen Stálého výboru politbyra ÚV KS Číny, první tajemník sekretariátu ÚV KS Číny